# Tonj (stato)
Tonj è uno dei 28 stati del Sudan del Sud. Istituito nel 2015, ha per capitale Tonj.
Si estende nella regione del Bahr al-Ghazal e conta una popolazione di 176.030 abitanti al 2014.